# チュバンチー語
チュバンチー語 (ロシア語: Чуванский язык)とは、ユカギール語族の死語の一つでツンドラ・ユカギール語やコリマ・ユカギール語と方言連続体をなす。18世紀までに消滅したとされる。アナディリ川下流域のチュバンスコエ)付近にてチュバン人によって話された。1781年I. Benzigにより22 の文章の翻訳が、210の単語がヒョードル・マチュシュキン によって記録された。